# Bengt Bohman
Bengt Albert Hugo Bohman, född den 20 april 1915 i Stockholm, död den 20 februari 1992 i Östersund, var en svensk ämbetsman.
Bohman avlade studentexamen i Djursholm 1933 och juris kandidatexamen vid Stockholms högskola 1940. Han genomförde tingstjänstgöring i Södra Roslags domsaga 1941–1943. Bohman blev extra länsbokhållare i Stockholms län 1944, extra taxeringsinspektör där 1945, extra ordinarie taxeringsinspektör i Västernorrlands län 1948, förste taxeringsinspektör 1952, biträdande taxeringsintendent där 1952, tillförordnad taxeringsintendent i Kopparbergs län 1958 och byråchef i Riksskattenämnden 1959. Han var landskamrerare i Jämtlands län 1964–1971, länsråd där 1971–1979, lagman i länsrätten i Jämtlands län 1979–1980, vice ordförande i Mellankommunala skatterätten 1977–1978 och ordförande där 1978–1986. Bohman blev riddare av Nordstjärneorden 1963 och kommendör av samma orden 1970. Han vilar på Östra begravningsplatsen i Östersund.